# Бен Гарді (актор)
Бен Джонс (англ. Ben Jones народився 2 січня 1991), професійно відомий як Бен Гарді, англійський актор, відомий  за роллю Пітера Біла у мильній опері «Жителі Іст-Енду» (2013-2015) на Бі-бі-сі. Гарді часто співпрацює з Брайаном Сінгером, дебютувавши на великих екранах в ролі Архангела в супергеройському фільмі «Люди Ікс: Апокаліпсис» (2016), а пізніше з'явившись як Роджер Тейлор в біографічному фільмі «Богемна рапсодія» (2018).

## Ранні роки
Гарді народився в Борнмуті, Дорсет, і виріс в Шерборні. Він відвідував початкову школу Шерборнського Абатства і Грифонську школу. Як студент Грифона, Гарді знявся в ролі сержанта Френсіса Троя в шкільній екранізації Далеко від збожеволілого натовпу.

## Кар'єра
У 2012 році Гарді знявся в ролі Артура Уелслі в Девіда Хейра у Поцілунку Іуди,  також за участі Руперта Еверетта. Виробництво було обмеже тиражем в театрі Хемпстеда з вересня по жовтень 2012 року розпочався короткий тур до Бата, Річмонда, Брайтона та Кембриджа раніше, після захоплених відгуків, переносячись до Вест-Ендз Герцога Йоркського театру в січні 2013 року. Його роль вимагала від нього виконати повне фронтальне оголення, яке він пізніше описав як "неймовірно нервове."
19 квітня 2013 року було оголошено, що Гарді буде грати Пітера Біла у довгій мильній опері "Жителі Іст-Енду" Бі-бі-сі, переймаючи роль від Томаса Ло, який змальовував персонажа з 2006 до 2010 року. Харді сказав: "Я дуже радий мати можливість приєднатися до фантастичного акторського складу Іст-Енду – шоу, яке моя сім'я дивилася протягом багатьох років. Я не можу дочекатися, щоб ввійти в роль персонажа з такою багатою історією, і я з нетерпінням чекаю, щоб застрягти в цьому". Вперше він з'явився 7 червня 2013 року. 19 листопада 2014 року було оголошено, що Харді покидає серіал. Востаннє він з'явився в серіалі 24 лютого 2015 року.
Гарді дебютував  у супергеройському фільмі Брайана Сінгераза  Люди Ікс: Апокаліпсис, який вийшов 27 травня 2016 року, знявшись у ролі крилатого мутанта Архангела. Згодом він був  у ролі письменника Джона Вільяма Полідорі в фільмі Хайфи Аль-Мансур  періоду мелодрами Буря в зірках, проти Еллі Фаннінг і Дугласа Бута. Харді зобразив пожежника Granite Mountain Hotshots Уейда Паркера, який загинув у 2013 у пожежі в Ярнелл Хілл, у екшн-драмі Джозефа Косинські Тільки відважні. Фільм, в головних ролях якого Джош Бролін і Майлз Теллер, був випущений 22 вересня 2017 року.
У квітні 2018 році він зіграв головну роль Уолтера Хартрайта в Бі-бі-сі адаптації роману Вілкі Коллінз Жінка в білому.
Гарді зіграв барабанщика гурту Queen Роджера Тейлора в 2018 році у біографічному фільм Богемна рапсодія.
Ще під час зйомок фільму Богемної Рапсодії неодноразово приписували романи з Джо Маззелло і Гвілімом Лі. Достовірної інформації щодо їхнього роману немає, але вони постійно підігрівають інтерес преси своїми публікаціями в соціальних мережах.

## Зйомки в «Богемній рапсодії»
У кінці жовтня — на початку листопада 2018 роцу світ побачила кінокартина «Богемна рапсодія» про життя і творчий шлях легендарного співака і соліста всесвітньо відомого британського гурту Queen Фредді Мерк'юрі, у якому Бену Гарді було запропоновано зіграти одну з головних ролей, а саме роль ударника гурту Queen — Роджера Тейлора. І справді 27-річний актор зовні дуже схожий на ударника легендарного гурту. Щоб підготуватися до зйомок фільму, Бену Гарді довелося навчитися грати на ударних, декілька уроків актору дав і сам Роджер, який разом із іншими членами гурту неодноразово відвідував знімальний майданчик, щоб дати низку порад та розповісти більше про справжню історію гурту, а зокрема про життя її соліста Фредді Мерк'юрі. В соціальних мережах актора можна прочитати чимало кумедних історій, пов'язаних із зйомками фільму. Одна із них трапилася, коли на знімальний майданчик вкотре завітав Роджер Тейлор і розпочав музичні уроки з Гарді, не підозрюючи, що буде складно.
Бен Гарді: То ж я піднімаю палички і вдаряю ними по барабану?
Роджер Тейлор: Чи вже надто пізно, щоб змінити акторський склад???

## Фільмографія
| Рік       |   | Українська назва           | Оригінальна назва         | Роль                                                |
| --------- | - | -------------------------- | ------------------------- | --------------------------------------------------- |
| 2012      | с | Викликайте акушерку        | Call the Midwife          | репортер (Епізод: «Baby Snatcher»)                  |
| 2013—2015 | с | Жителі Іст-Енду            | EastEnders                | Пітер Бейл (192 епізоди)                            |
| 2016      | ф | Люди Ікс: Апокаліпсис      | X-Men: Apocalypse         | Уоррен Вортінгтон III / Архангел                    |
| 2017      | с | Історія напідпитку         | Drunk History             | Король Артур (Епізод: «King Arthur / Eric Liddell») |
| 2017      | ф | Мері Шеллі                 | Mary Shelley              | Джон Полідорі                                       |
| 2017      | ф | Вогнеборці                 | Only the Brave            | Вейд Паркер                                         |
| 2018      | с | Жінка в білому             | The Woman in White        | Волтер Хартрайт (4 епізоди)                         |
| 2018      | ф | Богемна рапсодія           | Bohemian Rhapsody         | Роджер Тейлор                                       |
| 2019      | ф | Шестеро поза законом       | Six Underground           | Четвертий                                           |
| 2020      | ф | Піксі                      | Pixie                     | Френк                                               |
| 2021      | с | Попередниця                | The Girl Before           | Саймон Вейкфілд (4 епізоди)                         |
| 2021      | ф | Спостерігачі               | The Voyeurs               | Себастьян                                           |
| 2023      | ф |                            | Unicorns                  | Люк                                                 |
| 2023      | ф | Кохання з першого погляду  | Love at First Sight       | Олівер                                              |
| 2025      | ф | Закляття 4: Останні обряди | The Conjuring: Last Rites | Тоні Спера                                          |

## Сцена
| Рік  | Назва          | Роль         | Примітка                                       |
| ---- | -------------- | ------------ | ---------------------------------------------- |
| 2012 | Поцілунок Іуди | Артур Уелслі | Хемпстедський театр і театр герцога Йоркського |

## Нагороди і номінації
| Рік  | Нагорода                   | Категорія                                  | Номінація             | Результат    | Пос.   |
| ---- | -------------------------- | ------------------------------------------ | --------------------- | ------------ | ------ |
| 2013 | Inside Soap Awards         | Кращий новачок                             | Жителі Іст-Енду       | У шорт-листі | [ 14 ] |
| 2014 | TV Choice Award            | Найкращий актор у мильній опері            | Жителі Іст-Енду       | Longlisted   | [ 15 ] |
| 2017 | Kids' Choice Awards        | #Squad                                     | Люди Ікс: Апокаліпсис | Номінація    | [ 16 ] |
| 2019 | Премія Гільдії кіноакторів | Найкращий акторський склад в ігровому кіно | Богемна рапсодія      | Номінація    | [ 13 ] |

## У соціальних мережах
- @benhardy [Архівовано 5 травня 2019 у Wayback Machine.] - instagram

- Ben Hardy - facebook

- @benhardy0291 [Архівовано 7 листопада 2015 у Wayback Machine.] - twitter